# Murygino
Murýgino (in alfabeto cirillico: Мурыгино) è una cittadina della Russia europea centro-settentrionale, situata nell'oblast' di Kirov; appartiene amministrativamente al rajon Jur'janskij.
Sorge nella parte centrale dell’oblast', sulla sponda destra della Vjatka, a pochi chilometri di distanza dal capoluogo regionale Kirov.